# Autriche au Concours Eurovision de la chanson 2012
L'Autriche a participé au Concours Eurovision de la chanson 2012 et a sélectionné sa chanson et son artiste à travers une finale nationale, organisée par le diffuseur autrichien ORF.

## Finale nationale
Le 23 septembre 2011, ORF annonce que leur sélection nationale restera la même que l'année précédente. La station de radio Hitradio Ö3 joue une fois de plus un rôle important.
Le 30 novembre 2011, ORF annonce que neuf numéros sont qualifiés directement pour la finale nationale qui a lieu le 24 février 2012. De plus, une dixième chanson est qualifiée via un appel ouvert aux chansons. Les artistes intéressées pouvaient soumettre leurs chansons jusqu'à la fin du mois de décembre 2011 et au total, plus de 100 chansons ont été soumises au diffuseur ORF. Le 9 janvier 2012, ORF annonce que Mary Broadcast Band est sélectionné comme le dixième numéro de la finale. Également, les chansons finalistes sont diffusés à partir de la même date sur Hitradio Ö3,,.
Le 29 janvier 2012, il est annoncé que Crazy Swing du groupe !DelaDap est disqualifié. En effet, ORF déclare que la chanson avait déjà été interprété avant le 1er septembre 2011 qui est la date pour que les chansons soient admissibles au Concours Eurovision de la chanson. Toutefois, le 3 février 2012, ORF annonce que !DelaDap bénéficie d'une autre chance et qu'il participe finalement à la finale avec la chanson Don't Turn Around.
La finale est présentée par Mirjam Weichselbraun, Robert Kratky et Andi Knoll. Voici ci-dessous le tableau présentant les résultats de la finale nationale :
|    | Artiste             | Chanson                 |
| -- | ------------------- | ----------------------- |
| 1  | James Cottriall     | Stand Up                |
| 2  | Krautschädl         | Einsturzgefohr          |
| 3  | Valerie             | Comme ça                |
| 4  | 3punkt5             | Augenblick              |
| 5  | Conchita Wurst      | That's What I Am        |
| 6  | Mary Broadcast Band | How Can You Ask Me?     |
| 7  | !DelaDap            | Don't Turn Around       |
| 8  | Papermoon           | Vater, father, mon père |
| 9  | Trackshittaz        | Woki mit deim Popo      |
| 10 | Norbert Schneider   | Medicate My Blues Away  |

### Super-finale
| Numéro | Artiste        | Chanson            | Votes | Place |
| ------ | -------------- | ------------------ | ----- | ----- |
| 1      | Conchita Wurst | That's What I Am   | 49 %  | 2e    |
| 2      | Trackshittaz   | Woki mit deim Popo | 51 %  | 1er   |

## À l'Eurovision
L'Autriche participe à la seconde moitié de la première demi-finale du 22 mai en passant en 16e position entre la Hongrie et la Moldavie.
Lors de cette demi-finale, le pays termine à la 18e et dernière place avec 8 points et ne se qualifie donc pas pour la finale.

### Points accordés à l'Autriche
| 12 points | 10 points | 8 points | 7 points   | 6 points  |
| --------- | --------- | -------- | ---------- | --------- |
|           |           |          |            |           |
| 5 points  | 4 points  | 3 points | 2 points   | 1 point   |
| - Suisse  |           |          | - Belgique | - Islande |

### Points accordés par l'Autriche
| 12 points | Albanie  |
| 10 points | Russie   |
| 8 points  | Irlande  |
| 7 points  | Israël   |
| 6 points  | Moldavie |
| 5 points  | Roumanie |
| 4 points  | Hongrie  |
| 3 points  | Suisse   |
| 2 points  | Islande  |
| 1 point   | Grèce    |

| 12 points | Suède              |
| 10 points | Serbie             |
| 8 points  | Albanie            |
| 7 points  | Bosnie-Herzégovine |
| 6 points  | Espagne            |
| 5 points  | Russie             |
| 4 points  | Allemagne          |
| 3 points  | Turquie            |
| 2 points  | France             |
| 1 point   | Moldavie           |